# 오토페니

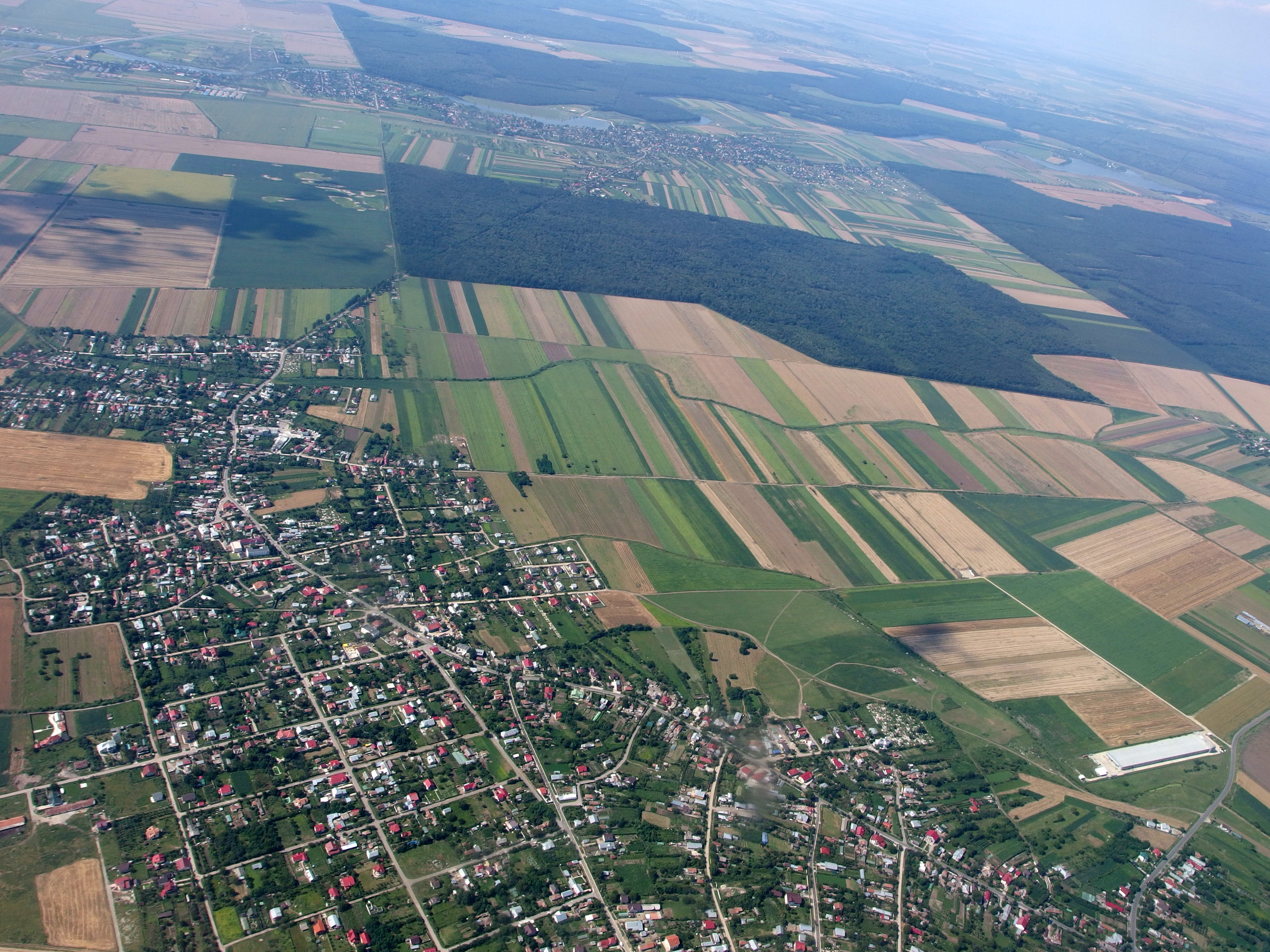
하늘에서 내려다 본 오토페니 시가지

오토페니(루마니아어: Otopeni)는 루마니아 일포브주의 도시로 면적은 31.60km2, 인구는 13,861명(2011년 기준), 인구 밀도는 439명/km2이다.
루마니아의 수도인 부쿠레슈티에서 북쪽으로 약 15km 정도 떨어진 곳에 위치하며 플로이에슈티를 연결하는 도로가 지나간다. 헨리 코안더 국제공항이 이 곳에 위치한다.

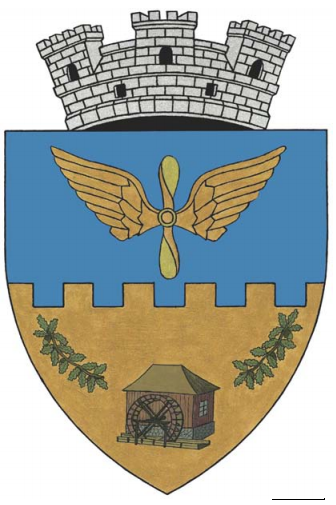
시 문장

## 인구
| 연도              | 인구   | ±%     |
| ----------------- | ------ | ------ |
| 2002              | 10,515 | —      |
| 2011              | 13,861 | +31.8% |
| 출처: Census data |        |        |